# قنطيون إفريقي
القَنْطِيون الأَفْرِيقِي أو القَنْطَنْقَرَة الأَفْرِيقِية أو الكَنْطَنْكَرَة الأَفْرِيقِية (الاسم العلمي: Afrocanthium) هو جنس من النباتات يتبع الفصيلة الفوية من رتبة الجنطيانيات. نشأت هذه المجموعة التصنيفية أولاً عام 1991 كجُنَيس من القَنْطِيُون ثم اعتبرت جنسا منفصلا في عام 2004 على إثر دراسة النشوء والتطور الجزيئي للتسلسل الحمض النووي التي أثبتت أن هذا الجنس هو أحادي النمط الخلوي وليس له ارتباط مع الجُنَيسَات الأخرى من القنطيون. وصف هذا الجنس هنريك لانتز (Lantz) وبيرجيتا بريمر (B.Bremer) في عام 2004.

## الموطن والانتشار
المواطن الأصلية للنبات في شرق أفريقيا من السودان وإثيوبيا إلى جنوب أفريقيا.

## أنواع القنطيون الأفريقي
يضم هذا الجنس 17 نوعاً مؤكداً من النبات:
- قنطيون أفريقي بورتي
- قنطيون أفريقي غلفيلاني
- قنطيون أفريقي كيني
- قنطيون أفريقي كيليفي
- قنطيون أفريقي متلابن
- قنطيون أفريقي موندياني
- قنطيون أفريقي نغوني
- قنطيون أفريقي شبه سيبنلستي
- قنطيون أفريقي بيتري
- قنطيون أفريقي شبه راندي
- قنطيون أفريقي شبه مجدول
- قنطيون أفريقي عنقودي
- قنطيون أفريقي روندوي
- قنطيون أفريقي سالوبني
- قنطيون أفريقي شاباني
- قنطيون أفريقي سيبنلستي
- قنطيون أفريقي فولزني